# Ytterenhörna kyrka
Ytterenhörna kyrka är belägen i byn Tuna på Enhörnalandet i Södertälje kommun. Kyrkan ingår i Enhörna församling i Södertälje pastorat Strängnäs stift. Kyrkobyggnaden ligger högt och har dominerat landskapet mer än idag, när den delvis skyms av kyrkogårdens stora träd. Byggnaden är sedan 1939 ett kyrkligt kulturminne.

## Historia
Kyrkan härrör i sina äldsta delar från 1100-talet. Från början har kyrkan haft två torn; det ena över koret – något mycket ovanligt i den här delen av landet. Under senare medeltid byggdes sakristia och vapenhus. 1757 byggdes ett sidoskepp åt norr, men så långsmalt att endast ett fåtal av dem som sitter där kan följa altartjänsten. Predikstolen flyttades till hörnet mellan långhuset och det nya sidoskeppet. Den 21 juli 1764 slog åskan ner och all inredning och alla inventarier förstördes vid branden.
Att återskapa inredningen tog tid. Altaret byggdes 1779 och först 1783 fick man en altartavla. En del av inredningen kom från Kärnbo gamla kyrka vid Mariefred, som förfallit. Bland annat fick man överta det senmedeltida altarskåpet, byggt i Bryssel omkring år 1500. I kyrkan hänger en graciös malmkrona, troligen tillverkad på 1500-talet. Den skänktes till kyrkan 1706 av Christina Gynterfeldt på Lövsta och räddades tydligen undan branden.
Kyrkan genomgick en större inre renovering under perioden 2014-2018. Den första Advent 2018 återinvigdes kyrkan av biskop Johan Dalman. I samband med renoveringen fick kyrkan ny inredning. Arkitekt  var Jerk Alton. Alton är formgivare till altare, predella och stolar samt det nya korfönstret. Det nya altaret och predellan till altarskåpet tillverkades av Ola Malm, målning och marmorering av dessa utfördes av Dan Höglund. I samband med renoveringen återöppnades ett fönster i koret. Fönstret tillverkades av Teijlersglas Örebro.

## Omgivningar
Kyrkogården sluttar från kyrkans alla sidor och omgärdas av en kallmurad bogårdsmur, med grindöppning i norr.
Utanför kyrkan står en runsten, Sö 190. Vid ingången till kyrkogården återfinns två stenhällar med hällristningar, de så kallade Tunahällarna. På kyrkogården märks en stor minnessten med texten "Så länge du minns lever jag". Stenen är huggen av Enhörnabon Paul Weigl och donerad till Enhörna församling 1999. Intill kyrkan ligger församlingshemmet, och på norra sidan Enhörnavägen en tiondebod.

## Orgel
- 1852 bygger Johan Lund, Stockholm en orgel med 7 stämmor.
- 1907 bygger Johannes Magnusson, Göteborg en orgel med 11 stämmor, två manualer och pedal.
- Den nuvarande orgeln är byggd 1975 av VEB Orgelbau Gebrüder Jehmlich, Dresden, DDR och är en mekanisk orgel.

| Huvudverk I         | Svällverk II      | Pedal         | Koppel |
| Principal 8´        | Gedackt 8´        | Subbas 16´    | I/P    |
| Rörflöjt 8´         | Viola da Gamba 8' | Trägedackt 8´ | II/P   |
| Oktava 4´           | Principal 4´      | Fagott 16´    | II/I   |
| Waldflöjt 2´        | Koppelflöjt 4'    |               |        |
| Sesquialtera 2 chor | Oktava 2'         |               |        |
| Mixtur 3-4 chor     | Sifflöjt 1'       |               |        |
|                     | Crescendosvällare |               |        |

## Bilder

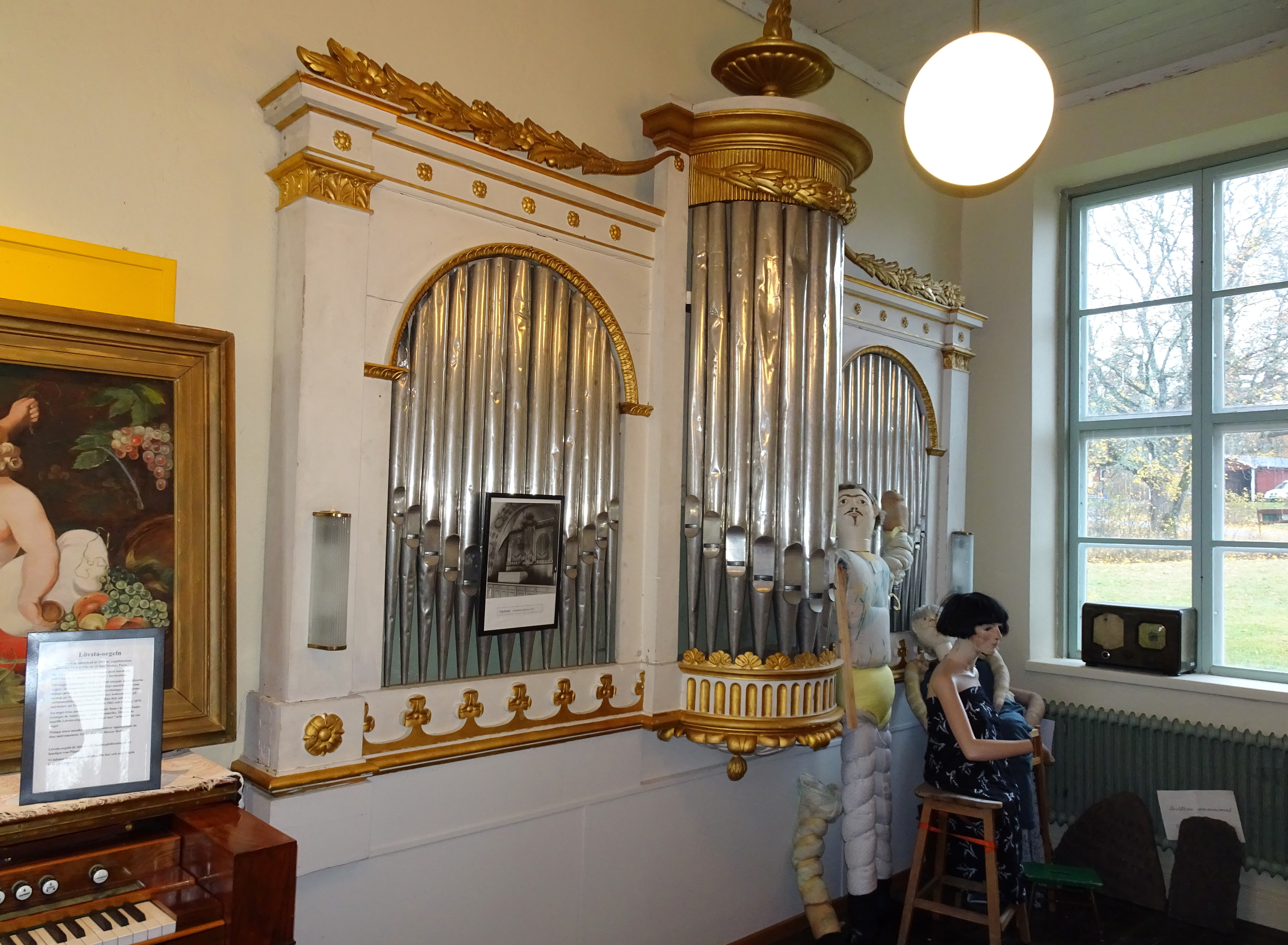
Kyrkans gamla orgelfasad finns numera på Enhörna hembygdsmuseum.
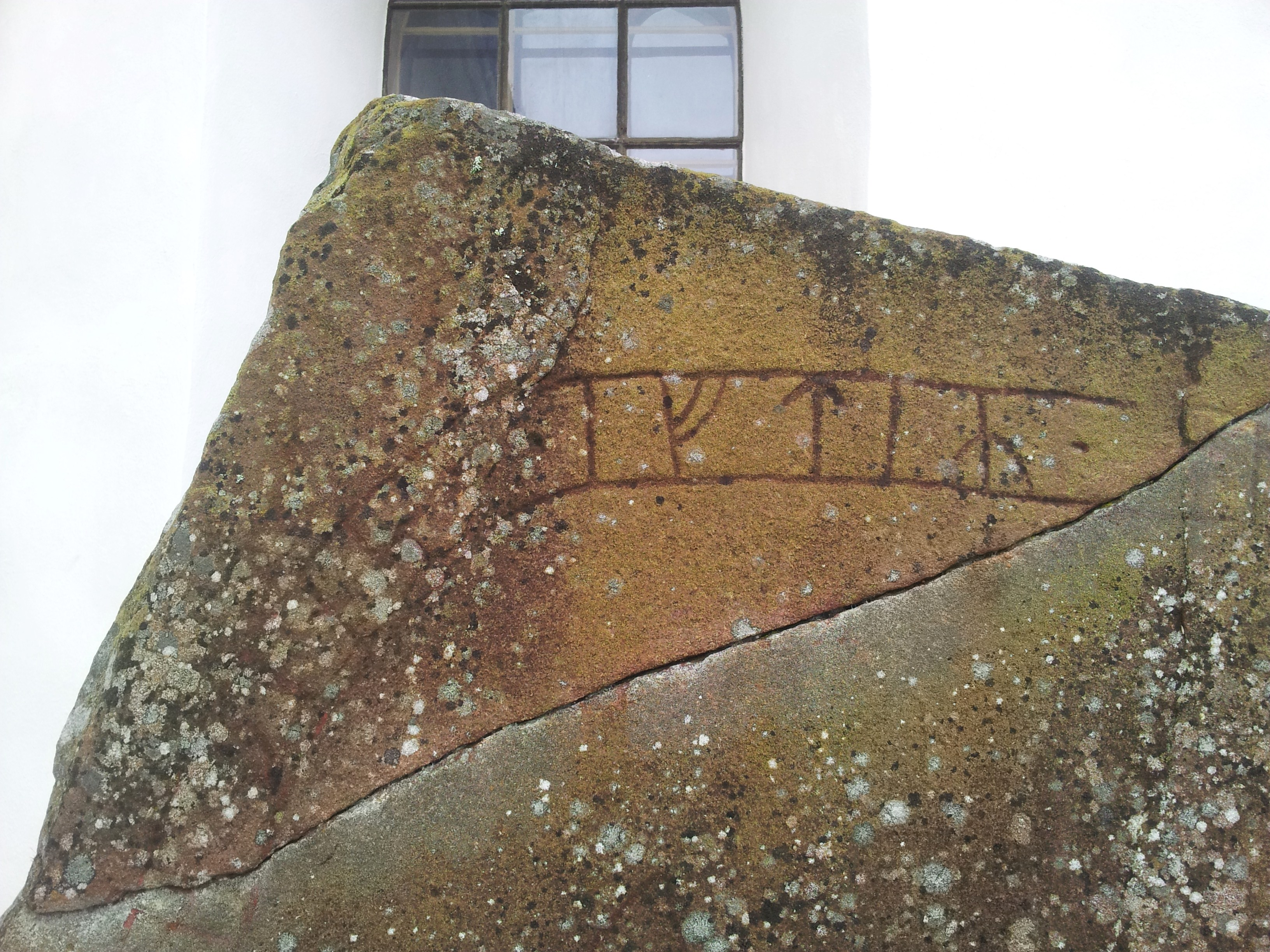
Runsten, Sö 190 (detalj).
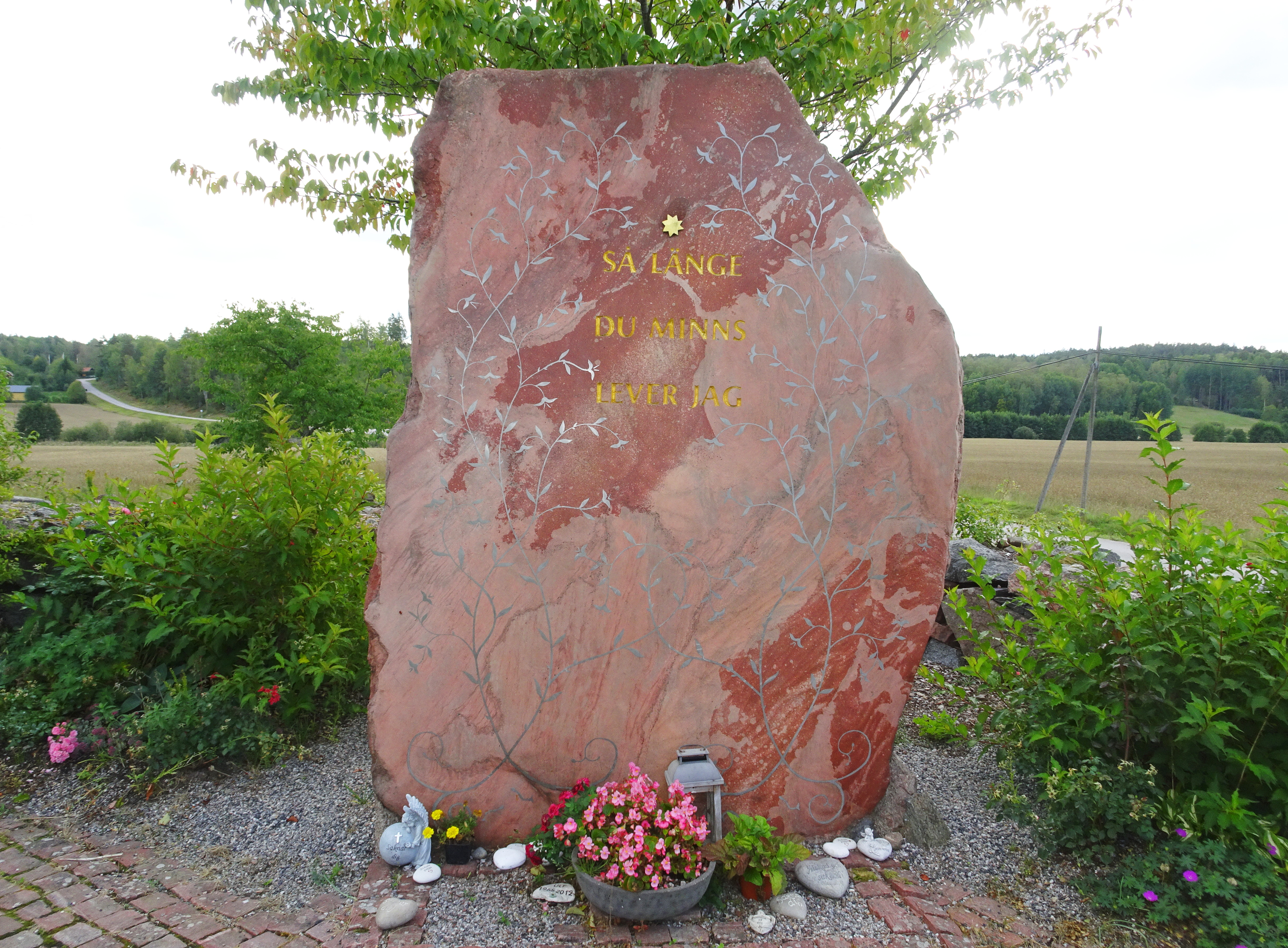
Minnessten rest på kyrkogården 1999 "Så länge du minns lever jag"
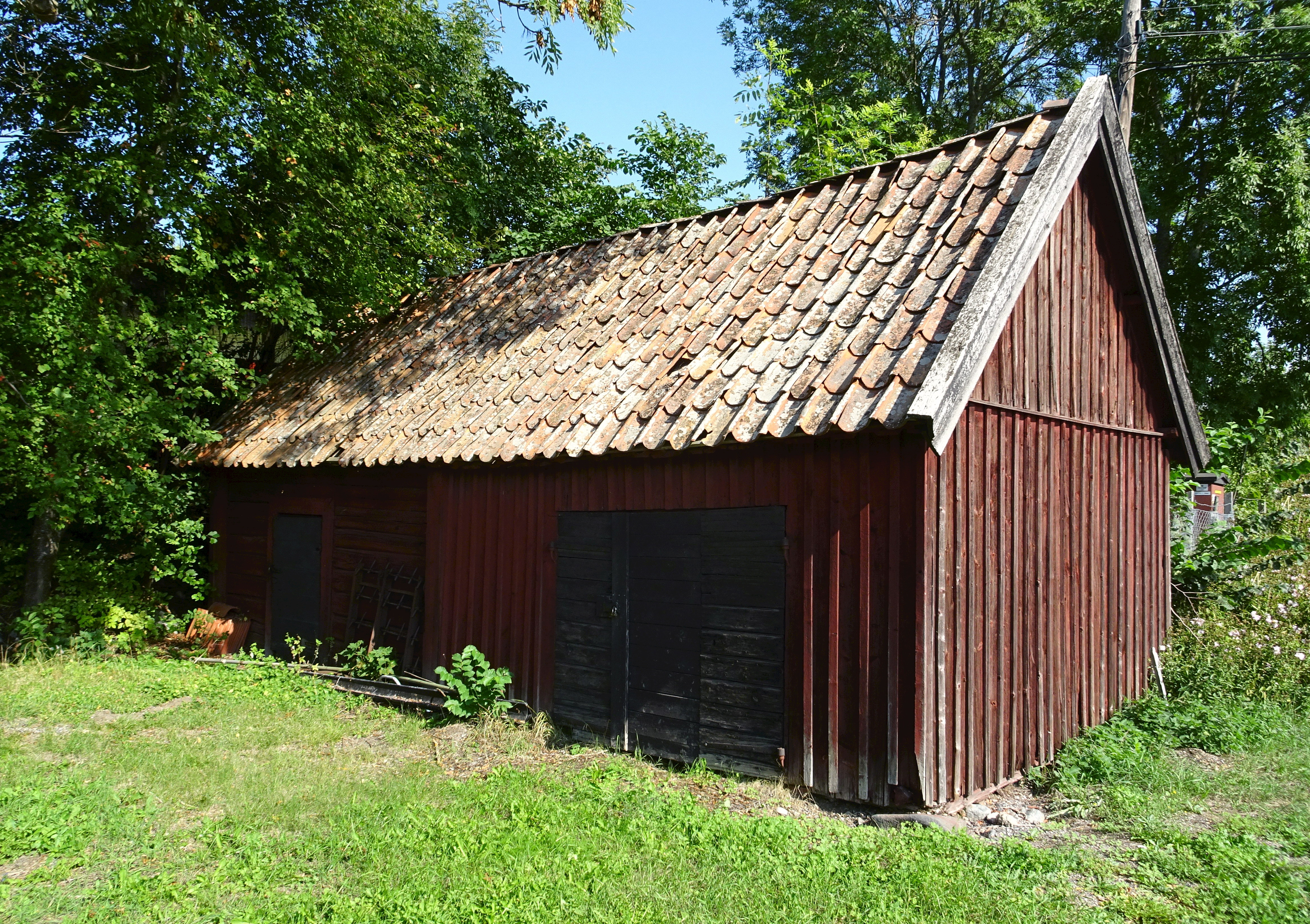
Tiondeboden norr om kyrkan.
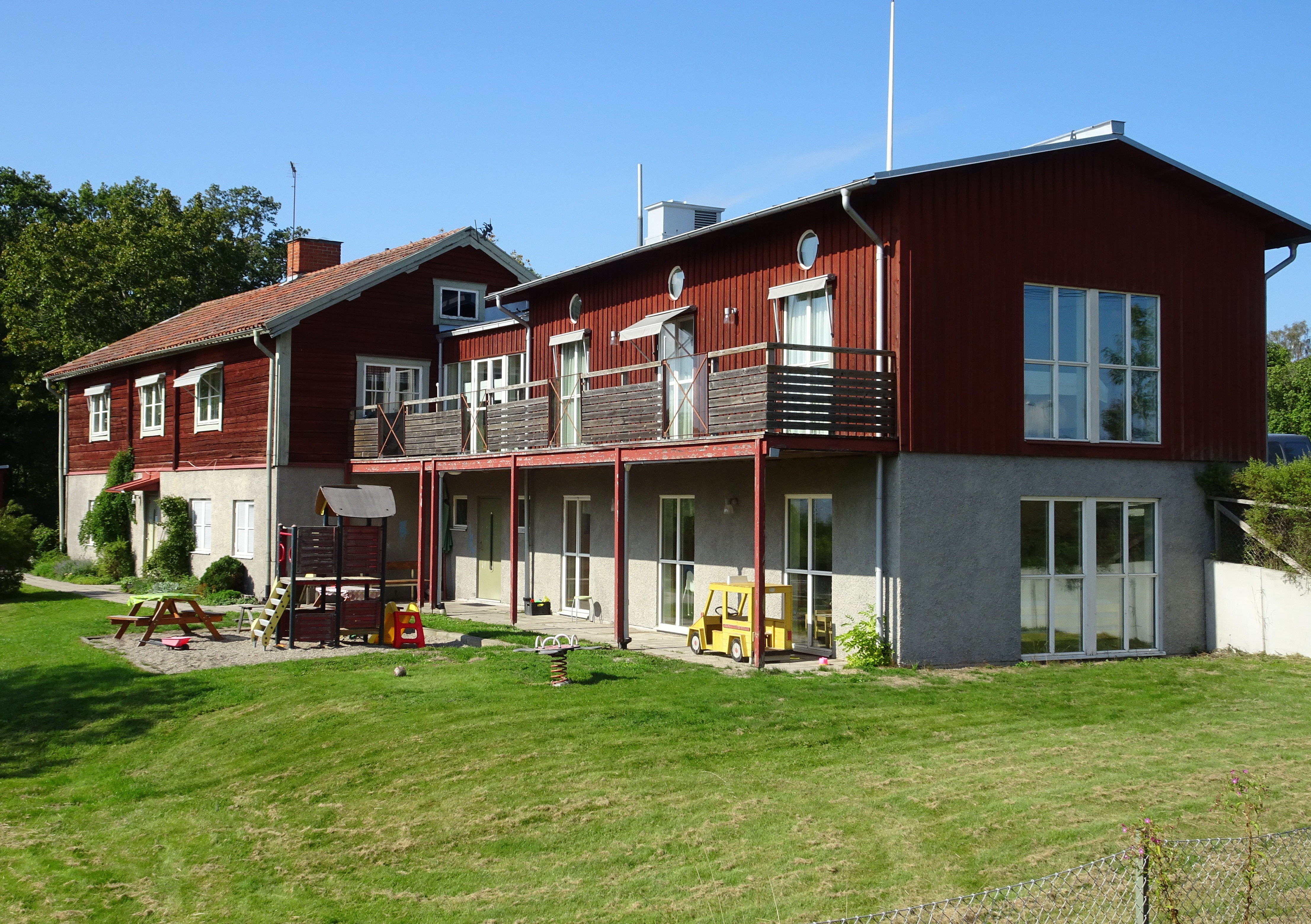
Ytterenhörna kyrkas församlingsgård.
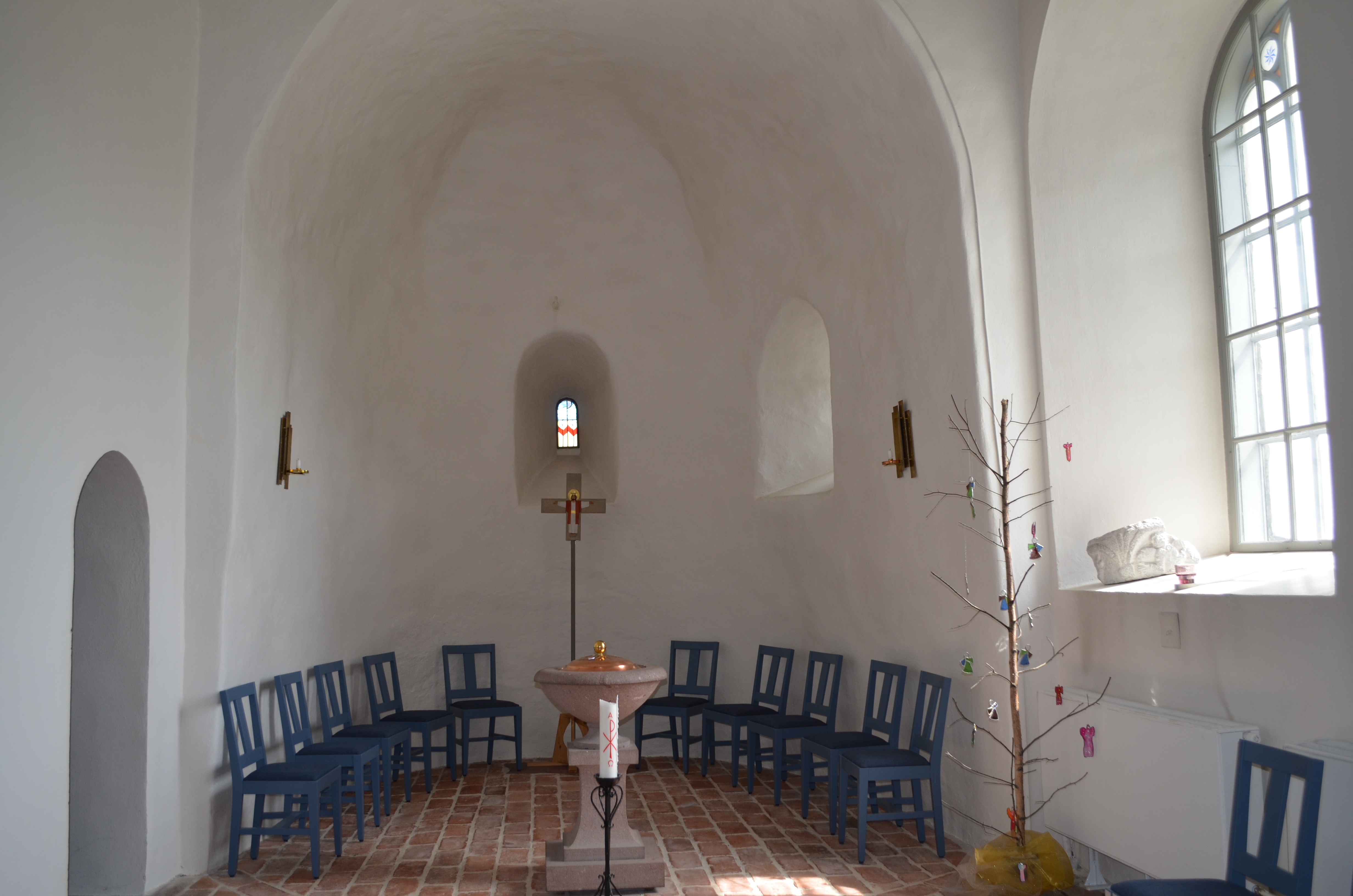
Ytterenhörna kyrkas dopfunt
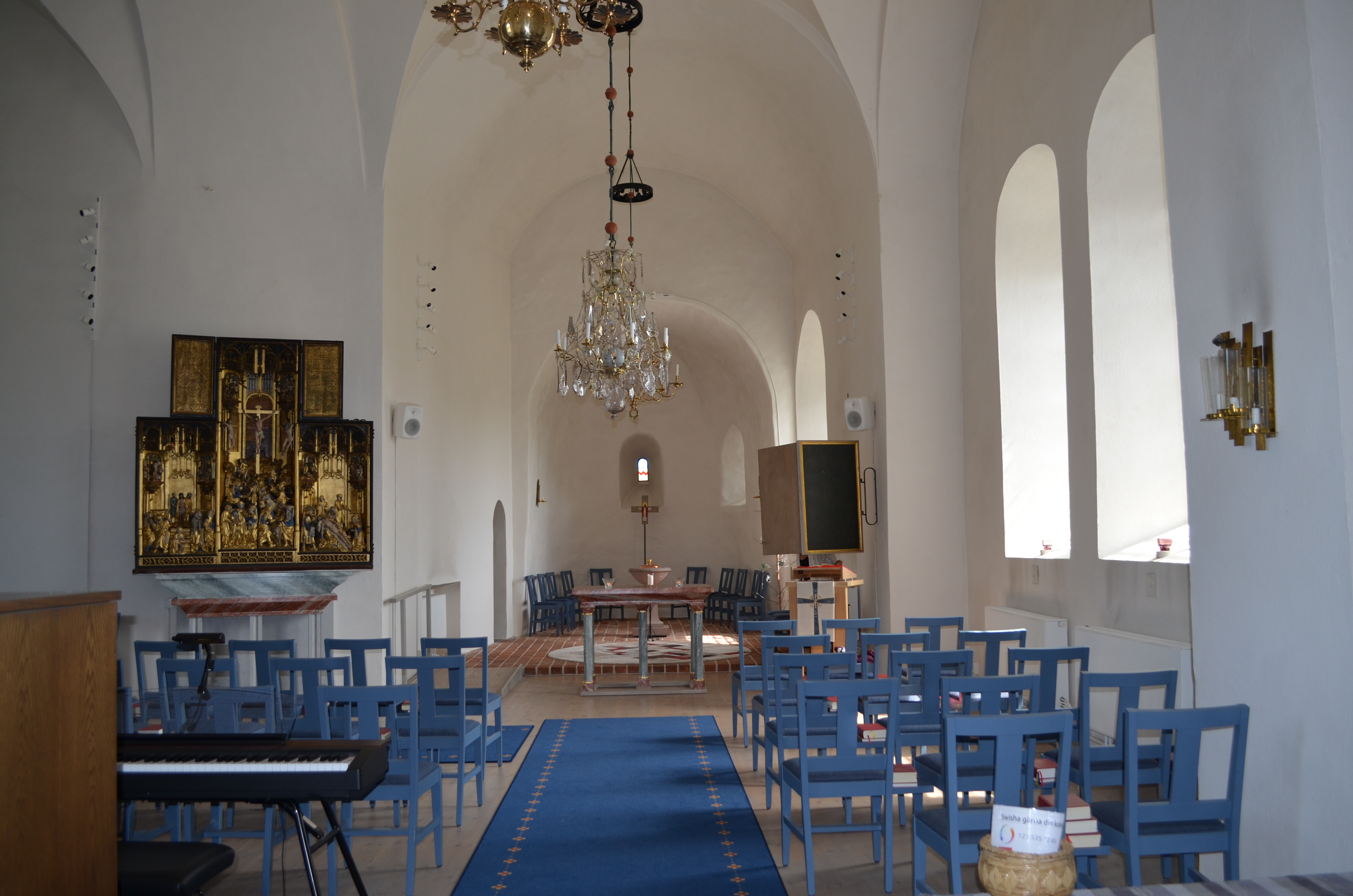
Ytterenhörna kyrkas kykosal